# Sybra baloghi
Sybra baloghi là một loài bọ cánh cứng trong họ Cerambycidae.